# پرایسویل (آلاباما)
پرایسویل (به انگلیسی: Priceville) شهری در شهرستان مورگان ایالت آلاباما است که مساحت آن ۱۳٫۶۲ کیلومتر مربع است و در سرشماری سال ۲۰۱۰ میلادی، ۲٬۶۵۸ نفر جمعیت داشته و تراکم جمعیتی آن، ۱۹۵٫۱۵ نفر در هر کیلومتر مربع بوده است.